# 陶长海
陶长海（1963年7月—），男，汉族，重庆沙坪坝人，中华人民共和国政治人物。市委党校研究生，高级管理人员工商管理硕士。曾任重庆市委常委、统战部部长，重庆社会主义学院院长，现任贵州省人大常委会副主任。

## 生平
1980年至1982年，陶长海在四川省巴县（现重庆市巴南区）师范学校文科专业学习。毕业后，1982年8月参加工作，任巴县第九中学教师。1985年6月加入中国共产党。1987年7月进入巴县政府工作，先后任巴县办公室干部，县政府办公室副主任兼任县精神文明办主任，巴县体改委主任。1995年3月，四川省巴县改制为四川省重庆市巴南区，继续担任新的巴南区体改委主任。1995年10月，当选巴南区区委常委，继续兼任巴南区体改委主任。
1997年6月重庆直辖后，陶长海保留了区委常委，体改委主任的职务，并在1995年5月至12月任巴南区茧丝绸集团公司党委书记、董事长、总经理、1998年6月，任巴南区区委专职副书记。2002年12月转任江北区，任江北区委副书记，副区长，代区长。2007年2月正式担任江北区区长。2009年11月，转任市政府副秘书长，办公厅党组成员（保留正厅级待遇）。2011年4月担任江津区委副书记，副区长，代区长，6月转正任区长。2012年2月任江津区委书记。2016年7月转任渝中区委书记。 2017年5月24日，当选中共重庆市委常委。 2017年6月兼任重庆市统一战线工作部部长，重庆社会主义学院院长。 
2018年1月22日，转任贵州省人民政府副省长。2023年1月，当选为贵州省人大常委会副主任。